# Pływanie na Letnich Igrzyskach Olimpijskich Młodzieży 2010 – 200 metrów stylem zmiennym dziewcząt
Zawody dziewcząt na dystansie 200 metrów stylem zmiennym w pływaniu na Letnich Igrzyskach Olimpijskich Młodzieży 2010 odbyły się 15 sierpnia w Singapore Sports School w Singapurze.

## Wyniki - eliminacje

### Wyścig 1
| Rk | Tor | Zawodniczka       | Kraj     | Czas    | Uwagi |
| -- | --- | ----------------- | -------- | ------- | ----- |
| 1  | 3   | Zeineb Khalfallah | Tunezja  | 2:23.81 |       |
| 2  | 5   | Karen Vilorio     | Honduras | 2:29.42 |       |
| 3  | 4   | Nibal Yamout      | Liban    | 2:32.23 |       |

### Wyścig 2
| Rk | Tor | Zawodniczka                         | Kraj              | Czas    | Uwagi |
| -- | --- | ----------------------------------- | ----------------- | ------- | ----- |
| 1  | 4   | Kristina Kochetkova                 | Rosja             | 2:15.73 | Q     |
| 2  | 5   | Kaitlyn Jones                       | Stany Zjednoczone | 2:16.57 | Q     |
| 3  | 3   | Julia Gerotto                       | Brazylia          | 2:21.90 |       |
| 4  | 6   | Emily Selig                         | Australia         | 2:22.15 |       |
| 5  | 2   | Maria Carolina da Costa Rosa        | Portugalia        | 2:24.23 |       |
| -  | 1   | Wei Li Lai                          | Malezja           |         | DSQ   |
| -  | 7   | Karla Yolanda Rafaela Toscano López | Gwatemala         |         | DSQ   |

### Wyścig 3
| Rk | Tor | Zawodniczka        | Kraj             | Czas    | Uwagi |
| -- | --- | ------------------ | ---------------- | ------- | ----- |
| 1  | 3   | Barbora Zavadova   | Czechy           | 2:17.74 | Q     |
| 2  | 4   | Stefania Pirozzi   | Włochy           | 2:20.94 | Q     |
| 3  | 7   | Gizem Bozkurt      | Turcja           | 2:21.40 | Q     |
| 4  | 6   | Martina Elhenicka  | Czechy           | 2:21.68 |       |
| 5  | 5   | Kim Hye-jin        | Korea Południowa | 2:22.78 |       |
| 6  | 2   | Chen Ting          | Chińskie Tajpej  | 2:23.04 |       |
| 7  | 1   | Inga Elin Cryer    | Islandia         | 2:25.12 |       |
| 8  | 8   | Bryndis Run Hansen | Islandia         | 2:28.10 |       |

### Wyścig 4
| Rk | Tor | Zawodniczka        | Kraj              | Czas    | Uwagi |
| -- | --- | ------------------ | ----------------- | ------- | ----- |
| 1  | 5   | Chloe Francis      | Nowa Zelandia     | 2:16.96 | Q     |
| 2  | 4   | Ekaterina Andreeva | Rosja             | 2:17.10 | Q     |
| 3  | 3   | Jordan Mattern     | Stany Zjednoczone | 2:19.55 | Q     |
| 4  | 6   | Jolien Vermeylen   | Belgia            | 2:22.66 |       |
| 5  | 2   | Ratna Marita       | Indonezja         | 2:23.92 |       |
| 6  | 8   | Oneida Cooper      | Południowa Afryka | 2:27.82 |       |
| 7  | 1   | Renee Stothard     | Nowa Zelandia     | 2:31.22 |       |
| -  | 7   | Juanita Barreto    | Kolumbia          | -       | DSQ   |

## Wyniki - finał
| Rk | Tor | Zawodniczka         | Kraj              | Czas    | Uwagi |
| -- | --- | ------------------- | ----------------- | ------- | ----- |
|    | 5   | Kaitlyn Jones       | Stany Zjednoczone | 2:14.53 |       |
|    | 4   | Kristina Kochetkova | Rosja             | 2:15.13 |       |
|    | 2   | Barbora Zavadova    | Czechy            | 2:15.36 |       |
| 4  | 6   | Ekaterina Andreeva  | Rosja             | 2:17.37 |       |
| 5  | 3   | Chloe Francis       | Nowa Zelandia     | 2:17.62 |       |
| 6  | 7   | Jordan Mattern      | Stany Zjednoczone | 2:19.70 |       |
| 7  | 1   | Stefania Pirozzi    | Włochy            | 2:19.91 |       |
| 8  | 8   | Gizem Bozkurt       | Turcja            | 2:20.00 |       |